# Jovem Pan FM São José do Rio Preto
Jovem Pan FM São José do Rio Preto é uma emissora de rádio brasileira sediada em São José do Rio Preto, município do estado de São Paulo. Opera no dial FM, na frequência 93,1 MHz, e é uma emissora própria da Jovem Pan FM, sendo portanto, pertencente ao Grupo Jovem Pan.

## História
A emissora entrou no ar em 1960 como Rádio Cultura ZYR 242. Foi fundada pelo médico e político Miguel Leuzzi, dono da Rádio Piratininga. Ela fazia parte da Rede Piratininga, formada por cerca de 30 emissoras de rádio em várias cidades do interior do estado de São Paulo. Posteriormente, foi adquirida pelo empresário Luis Homero, que mudou o nome para Rádio Brasil Novo e em 1997 afiliou-se à rede CBN.   
Foi vendida em 2001 para o Grupo Jovem Pan, que a rebatizou como Jovem Pan 1 AM 900.Não possuía programação própria, retransmitindo integralmente a programação da matriz de São Paulo.
Em 2 de dezembro de 2013, passa a retransmitir a programação da Jovem Pan News e passou a ser chamada de Jovem Pan News AM 900.
Em 15 de março de 2022, iniciou-se o processo de migração AM-FM através da publicação do Ministério das Comunicações no Diário Oficial da União, sobre a contemplação dos canais a serem feitas o processo de migração. Inicialmente a Jovem Pan News AM 900 deveria iniciar a qualquer momento as suas operações em 82,5 MHz (FM estendido), canal sendo identificado como classe A2 de operação. Porém em 1.º de abril de 2022, a emissora tem solicitação para operar em FM 93.1 MHz, iniciando a sua operação em caráter experimental no dia 13 de setembro de 2022.
Em 19 de novembro de 2022, a emissora deixa a Jovem Pan News e afilia-se à rede Jovem Pan FM.